# Callionymus colini
Callionymus colini es una especie de peces de la familia Callionymidae en el orden de los Perciformes.

## Distribución geográfica
Se encuentra al oeste del Pacífico central.